# Pigola
Per suddivisione del territorio a pigola si intendono due tipologie planimetriche di campo agricolo coltivabile di piccole dimensioni. 
- La prima tipologia è quella del campicello collinare irregolare nella forma, detto anche poligonale, che segue la forma che il territorio collinare consente e con colture miste in atto.

- L'altra tipologia comprende campi irregolari con lati non paralleli e di spigolo che si trova in pianura e che deriva, come territorio esterno, dalla squadratura di un campo rettangolare. Questi pezzi di terreno esclusi dalla squadratura esistono poiché l'orografia del territorio pianeggiante favorisce la formazione di piccoli meandri lungo i fiumi, o per una conformazione particolare del territorio dovuta ad elementi preesistenti alla squadratura che non possono essere modificati come le strade, confini, fossi ed elementi simili. Altra causa della presenza di campi a pigola (e cioè "a spigolo" uno con l'altro) è la mancanza di un piano generale di sfruttamento del territorio, che lascia all'iniziativa individuale la definizione delle forme del paesaggio.